# Parti Congolais du Travail
Die Parti Congolais du Travail (Abkürzung PCT, auf deutsch Kongolesische Arbeiterpartei, auch Kongolesische Partei der Arbeit) ist eine politische Partei in der zentralafrikanischen Republik Kongo. Sie war jahrzehntelang die einzige erlaubte Partei, also die Einheitspartei in der Volksrepublik Kongo, welche bis 1991 als Vorgängerstaat der heutigen Republik Kongo existierte.
Die Partei hatte rund 70.000 Mitglieder im Jahr 1990; bis 2005 hatte sie rund 250.000 Mitglieder. Die Jugendorganisation der Partei war die Jugendorganisation der PCT, die Union de la jeunesse socialiste congolaise (UJSC).
Die kongolesische Arbeiterpartei wurde als eine echte politische kongolesische Partei im Jahre 1969 durch Marien Ngouabi gegründet und ist bis heute Regierungspartei in der Republik Kongo. Das Programm war marxistisch-leninistischer Herkunft und forderte Gehorsam gegenüber dem Ostblock, nahm jedoch nach der Auflösung der UdSSR eine weniger radikale politische Linie wahr. Seit den 1990er Jahren setzt sich die Partei für das Mehrparteiensystem ein und hat ein politisches Programm, das sich im linken Bereich des mittleren politischen Spektrums bewegt.
Denis Sassou-Nguesso, ein Kandidat für die PCT und der Vereinigten Demokratischen Kräfte (französisch Forces démocratiques unifiés, FDU), gewann die Präsidentschaftswahlen vom 10. März 2002 mit 89,4 % der Stimmen. Der Partei war auch 53 der 153 Sitze in der nun demokratisch gewählten Nationalversammlung (Unterhaus des kongolesischen Parlaments) in den Parlamentswahlen vom 16. Mai und 20. Juni 2002 zugeteilt.